# 土原 (名古屋市)

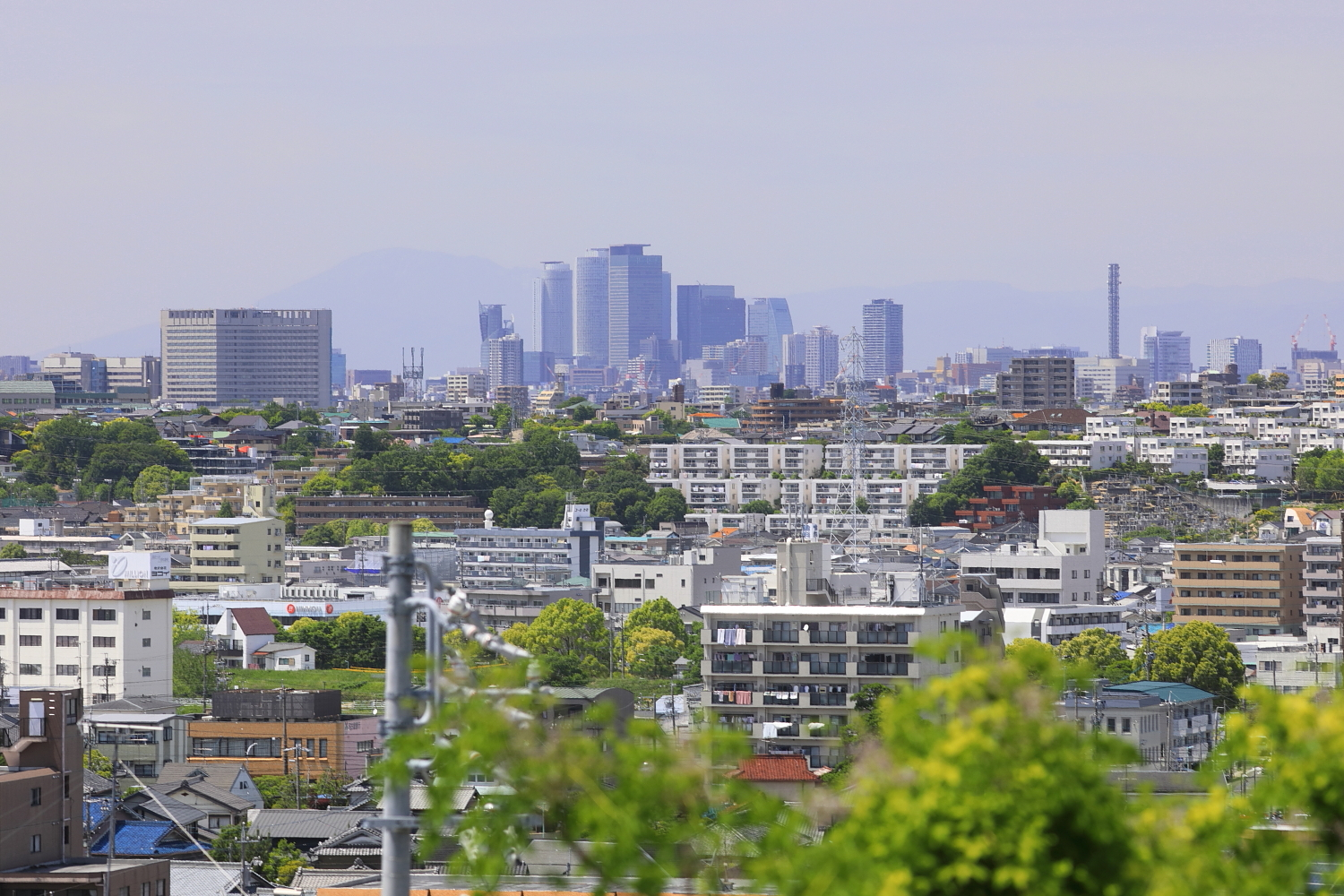
宅地開発された丘陵地は土原が丘と呼ばれ、名古屋市街地の眺望に優れる
（2021年（令和3年）5月現在）

土原（つちはら）は、愛知県名古屋市天白区の地名。現行行政地名は土原一丁目から土原五丁目。住居表示未実施。

## 地理
名古屋市天白区中央南部に位置する。東は天白町島田、西は高宮町・山郷町・一つ山、南は高坂町、北は池場四丁目・池場五丁目に接する。

### 河川
- 地蔵川

## 歴史

### 町名の由来
当地の通称として大土原・小土原があり、それによる。

### 沿革
- 1978年（昭和53年）1月15日 - 天白区天白町大字島田の一部により同区土原一丁目から土原四丁目が、同大字島田および山郷町の各一部により土原五丁目がそれぞれ成立する[1]。
- 1983年（昭和58年）8月7日 - 天白町島田の一部が一丁目に編入される[1]。
- 1984年（昭和59年）7月8日 - 天白町島田の一部が一丁目および二丁目にそれぞれ編入される[1]。

## 世帯数と人口
2019年（平成31年）1月1日現在の世帯数と人口は以下の通りである。
| 丁目       | 世帯数    | 人口    |
| ---------- | --------- | ------- |
| 土原一丁目 | 345世帯   | 939人   |
| 土原二丁目 | 245世帯   | 554人   |
| 土原三丁目 | 328世帯   | 845人   |
| 土原四丁目 | 441世帯   | 1,016人 |
| 土原五丁目 | 257世帯   | 531人   |
| 計         | 1,616世帯 | 3,885人 |

### 人口の変遷
国勢調査による人口の推移
| 2000年（平成12年） | 3,127人 | [ WEB 6 ] |  |
| 2005年（平成17年） | 3,491人 | [ WEB 7 ] |  |
| 2010年（平成22年） | 3,657人 | [ WEB 8 ] |  |
| 2015年（平成27年） | 3,934人 | [ WEB 9 ] |  |

## 学区
市立小・中学校に通う場合、学校等は以下の通りとなる。また、公立高等学校に通う場合の学区は以下の通りとなる。なお、小・中学校は学校選択制度を導入しておらず、番毎で各学校に指定されている。
| 丁目       | 小学校                                    | 中学校                                    | 高等学校 |
| ---------- | ----------------------------------------- | ----------------------------------------- | -------- |
| 土原一丁目 | 名古屋市立天白小学校                      | 名古屋市立天白中学校                      | 尾張学区 |
| 土原二丁目 | 名古屋市立天白小学校                      | 名古屋市立天白中学校                      | 尾張学区 |
| 土原三丁目 | 名古屋市立天白小学校                      | 名古屋市立天白中学校                      | 尾張学区 |
| 土原四丁目 | 名古屋市立天白小学校 名古屋市立高坂小学校 | 名古屋市立天白中学校 名古屋市立久方中学校 | 尾張学区 |
| 土原五丁目 | 名古屋市立天白小学校                      | 名古屋市立天白中学校                      | 尾張学区 |

## 交通
- 愛知県道220号阿野名古屋線[4]

## 施設
- 愛英黒石幼稚園[4]
- シャローム保育園[4]
- 島田郵便局[4]
- 教心寺[3]

## その他

### 日本郵便
- 郵便番号 : 468-0026[WEB 3]（集配局：天白郵便局[WEB 12]）。

### WEB
1. ↑  “愛知県名古屋市天白区の町丁・字一覧”.   人口統計ラボ. 2017年10月7日閲覧。
2. 1 2  “町・丁目(大字)別、年齢(10歳階級)別公簿人口(全市・区別)”.   名古屋市 (2019年1月23日). 2019年1月23日閲覧。
3. 1 2  “郵便番号”.  日本郵便. 2019年2月10日閲覧。
4. ↑  “市外局番の一覧”.   総務省. 2019年1月6日閲覧。
5. 1 2  名古屋市役所市民経済局地域振興部住民課町名表示係 (2015年10月21日). “天白区の町名一覧”.   名古屋市. 2017年10月7日閲覧。
6. ↑  名古屋市役所総務局企画部統計課統計係 (2005年7月1日). “（刊行物）名古屋の町(大字)・丁目別人口 (平成12年国勢調査) 天白区” (xls). 2017年10月8日閲覧。
7. ↑  名古屋市役所総務局企画部統計課統計係 (2007年6月29日). “平成17年国勢調査　名古屋の町(大字)別・年齢別人口 天白区” (xls). 2017年10月8日閲覧。
8. ↑  名古屋市役所総務局企画部統計課統計係 (2012年6月29日). “平成22年国勢調査　名古屋の町(大字)別・年齢別人口 天白区” (xls). 2017年10月8日閲覧。
9. ↑  名古屋市役所総務局企画部統計課統計係 (2017年7月7日). “平成27年国勢調査　名古屋の町(大字)別・年齢別人口” (xls). 2017年10月8日閲覧。
10. ↑  “市立小・中学校の通学区域一覧”.   名古屋市 (2018年11月10日). 2019年1月14日閲覧。
11. ↑  “平成29年度以降の愛知県公立高等学校（全日制課程）入学者選抜における通学区域並びに群及びグループ分け案について”.   愛知県教育委員会 (2015年2月16日). 2019年1月14日閲覧。
12. ↑  郵便番号簿 平成29年度版 - 日本郵便. 2019年02月10日閲覧 (PDF)

### 文献
1. 1 2 3 4  名古屋市計画局 1992, p. 873.
2. 1 2  「角川日本地名大辞典」編纂委員会 1989, p. 1474.
3. 1 2  名古屋市計画局 1992, p. 689.
4. 1 2 3 4  「角川日本地名大辞典」編纂委員会 1989, p. 1473.